# Cacoxenita
La cacoxenita o cacoxeno es un mineral de la clase de los minerales fosfatos. Su nombre procede del griego κακός ("cacos", malo) y ξένος ("xenos", extranjero), en alusión al hecho de que el contenido en fósforo de los yacimientos de cacoxenita estropean la calidad del hierro que contiene a la hora de extraer este metal en minería. 
Fue descrita por primera vez en 1825 por una ocurrencia en la mina Hrbek, Bohemia, República Checa.

## Características químicas

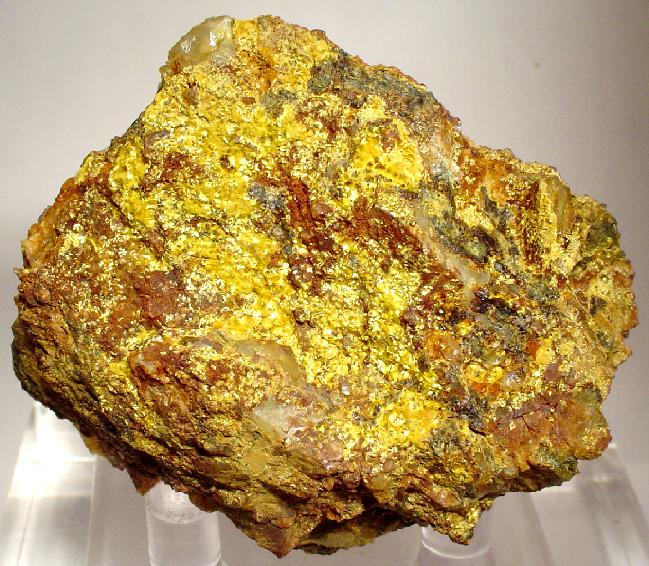
Cacoxenita, Fort Lismeenagh, Shanagolden, County Limerick, Irlanda (6.2 x 5.4 x 4.1 cm)

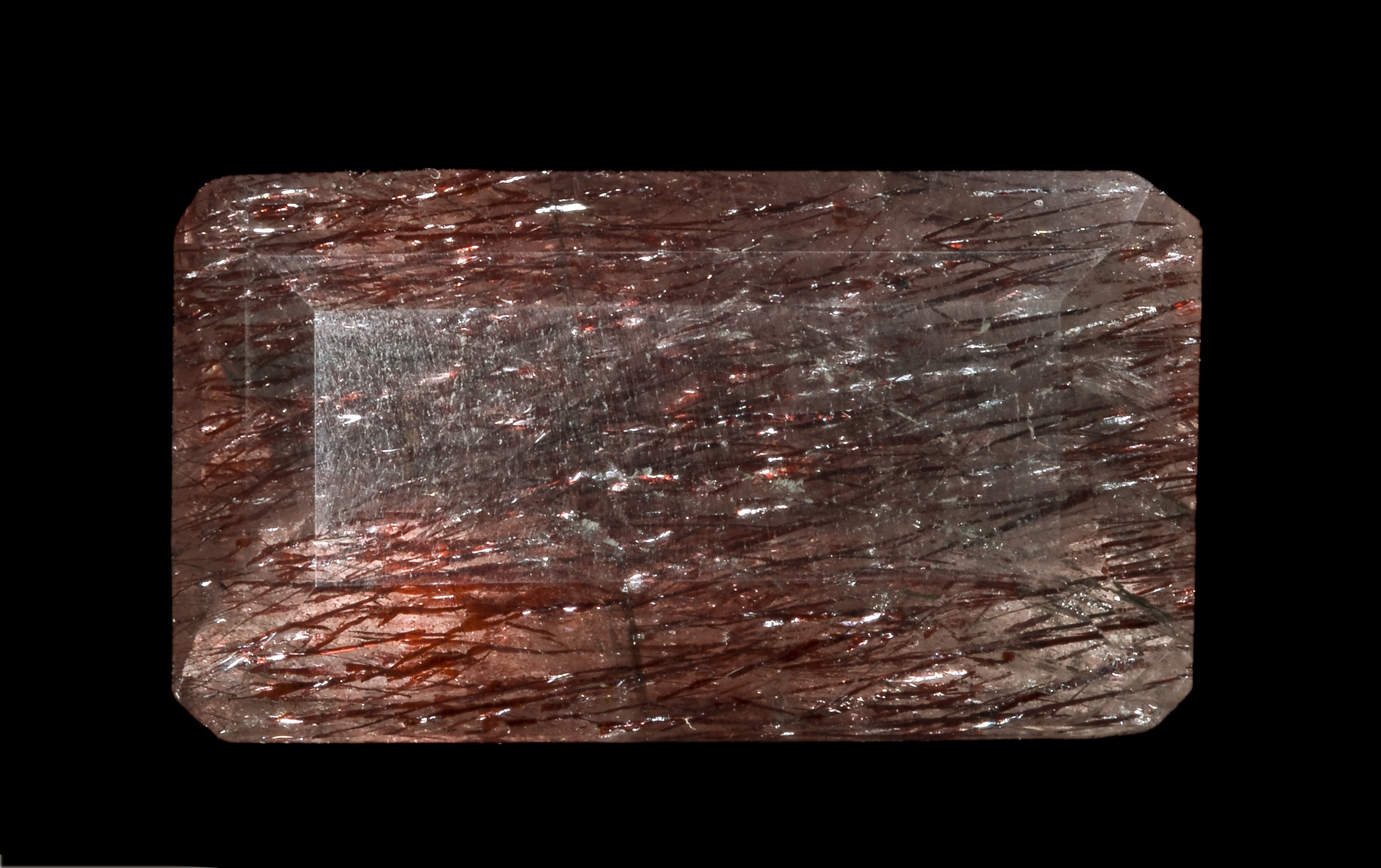
Cuarzo con cacoxenita - Minas Gerais - Brasil

Es frecuente que tenga una abundancia excesiva de aluminio como impureza.

## Formación y yacimientos
Este es un mineral secundario encontrado en zonas oxidadas de los depósitos de magnetita fosfatada, en pegmatitas enriquecidas en fósforo, así como más raramente en sedimentos y suelos ricos en hierro.
Minerales que normalmente aparecen asociados: wavellita, strengita, magnetita, limonita, dufrenita o beraunita.